# 新木栄吉

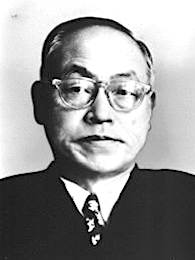
2度目の日銀総裁を務めていた頃

新木 栄吉（あらき えいきち、1891年〈明治24年〉4月24日 - 1959年〈昭和34年〉2月1日）は、大正から戦後昭和に活躍した日本の銀行家。日本銀行総裁を2度にわたって務めたほか、戦後初の駐米大使も務めた。

## 来歴
石川県小松町（現 小松市）出身。石川四中から第四高等学校 (旧制)首席を経て、1916年（大正5年）東京帝国大学法科大学政治学科を卒業。同年日本銀行に入行。
日本銀行では国庫局、大阪支店、ニューヨーク駐在（1922年-1926年および1935年-1937年の二度）などを経たのち、外国為替局長、営業局長、理事、副総裁を歴任。1945年（昭和20年）10月に渋沢敬三総裁が幣原内閣の大蔵大臣を拝命して入閣すると、その後任の日銀総裁に就任した。日銀生え抜きで民間への転出を一度も経験することなく総裁となったのはこの新木が初めてだったが、
翌年6月1日に公職追放となり、在任8か月で不慮の辞任を余儀なくされた。追放解除後の1951年（昭和26年）には設立されたばかりの東京電力会長に迎えられ、翌年6月には戦後初の駐米大使としてワシントンD.C.に着任したが、新木通告事件などにより1年後の1953年（昭和28年）12月に解任された。1954年（昭和29年）にかつて自身の後任として日銀総裁になった一万田尚登が第1次鳩山一郎内閣の大蔵大臣を拝命して入閣すると、新木はその後任として8年ぶりに2度目の日銀総裁に就任した。しかし2年後に今度は病気で総裁を辞任することになった。